# 황소자리 10
황소자리 10은 황소자리에 있는 항성이다. 이 별은 지구에서 45광년 떨어져 있는데, 질량과 밝기 모두 태양보다 약간씩 더 크고 밝으며, 태양보다 좀 더 나이가 많다. 분광형은 주계열성과 준거성의 중간 단계에 있는데, 이로 미루어 보아 황소자리 10은 주계열성의 끝 단계에 있는 것으로 추측된다. 황소자리 10은 분광쌍성으로 의심되는 존재이기도 하지만, 아직 황소자리 10이 두 개의 별로 이루어져 있다는 증거는 확보되지 않고 있다. 망원경으로 볼 경우 황소자리 10 곁에는 시선방향에 마치 동반성처럼 보이는 천체가 있다.
IRAS/ISO의 초과 적외선 복사 관측에 기반하여, 황소자리 10 주변에 먼지 원반이 형성되어 있는 것이 확인되었다.

## 참고 문헌
1. ↑  J.S. Greaves, D.A. Fischer, M.C. Wyatt (2006). “Metallicity, Debris Discs and Planets”. 《Monthly Notices of the Royal Astronomical Society》 366: 283–286.